# Modello causale
Un modello causale è un modello astratto che descrive il meccanismo causale di un sistema. Il modello deve esprimere più di una correlazione, poiché la correlazione non implica causalità.
Judea Pearl definisce un modello causale come un insieme ordinato di tre elementi {\displaystyle \langle U,V,E\rangle }, in cui U è a sua volta un insieme di variabili esogene i cui valori sono determinati da fattori esterni al modello; V è un insieme di variabili endogene i cui valori sono determinati da fattori interni al modello; ed E è un insieme di equazioni strutturali che esprimono il valore di ciascuna variabile endogena come una funzione dei valori assunti dalle altre variabili in U e V.

## Diagramma causale
Un diagramma causale è uno strumento grafico che consente la visualizzazione di relazioni causali tra le variabili di un modello causale. Un tipico diagramma causale comprende un insieme di variabili (vertici) definiti come compresi all'interno del modello oggetto di rappresentazione. Ogni variabile all'interno del diagramma dovrebbe essere connessa da una freccia a un'altra variabile nei confronti della quale ha una influenza di tipo causale - la punta della freccia definisce la direzione della relazione causale, per es. una freccia che collega A e B con la punta rivolta verso B indica una relazione in cui (a parità di altre condizioni) un cambiamento qualitativo o quantitativo di A può causare un cambiamento in B.
Tra i diagrammi causali sono includi i diagrammi causali ciclici, grafi diretti aciclici, e Diagrammi di Ishikawa.